# Tanggula-Gebirge
Das Tanggula-Gebirge (Chinesisch: 唐古拉山脉, Pinyin: Tánggǔlā Shānmài; offiziell auch: Dang La; tibetisch གདང་ལ Wylie gdang la; auch: Nyenchen Thanglha (གཉན་ཆེན་ཐང་ལྷ gnyan chen thang lha)) ist ein Gebirge im Hochland von Tibet und damit Hochasiens.
Es liegt im Osten des Karakorum-Tanggula-Gebirgssystems 喀喇昆仑-唐古拉山系, wo es die Grenze zwischen dem Autonomen Gebiet Tibet und Qinghai markiert.
Im Tanggula-Gebirge entspringt der Jangtsekiang, der längste und, nach der Unteren Meghna, zweitwasserreichste Fluss Asiens. Zum Schutz der Ökologie und zur Sicherung der Existenzgrundlagen der Bewohner gehört das Tanggula-Gebirge zur länderübergreifenden Entwicklungsregion Hindukusch-Himalaya-Region.